# Paolo de Bernardo
Paolo de Bernardo (Venezia, 1331 circa – Venezia, 15 marzo 1393) è stato un notaio, umanista e diplomatico italiano.

## Biografia
Nacque dal patrizio Giovanni de Bernardo di San Polo ma, come dichiarò lui stesso, in quanto figlio naturale trascorse un'adolescenza misera. Questa affermazione sembra discostarsi notevolmente dalla realtà, essendo probabilmente un topos letterario creato da un personaggio tendente al pessimismo sia per moda umanistica, sia per natura. Di certo suo padre gli assicurò un'ottima educazione improntata verso gli studi giuridici.
Cominciò giovanissimo (nel 1349 era già notaio presso la Quarantia) una lunga carriera da cancelliere sotto la guida di Benintendi Ravegnani, notaio e umanista amico del Petrarca. Nel 1351 lo accompagnò in missione di pace presso il re d'Ungheria Ludovico il Grande, deciso ad attaccare i possedimenti veneziani in Dalmazia mentre la Repubblica era impegnata nella guerra contro Genova.
Nel 1352 era attivo a Mestre, mentre qualche mese dopo era al servizio del doge Andrea Dandolo. L'anno successivo lo si ritrova come notaio della Curia maggiore. Nel 1354 fu per due volte a Ferrara al seguito di ambascerie. Nel 1356 fu, sempre nell'ambito di una missione diplomatica, a Buda per trattare la pace con re Ludovico che aveva invaso la Dalmazia e il Trevigiano.
Tutta questa serie di eventi, specialmente l'ultima missione in Ungheria, conferì prestigio (e denaro) al de Bernardo che ricevette il titolo di notar grande. In questa veste raggiunse Zara con Giovanni Gradenigo per tentare ancora una volta di concludere un accordo con Ludovico e il 3 febbraio 1358 rogò il trattato di trattato di Zara.
I successi raggiunti portarono la Repubblica ad affidargli nuovi incarichi diplomatici: nel 1359 era di nuovo presso Ludovico, quindi passò a Verona e infine fu a Parigi presso il delfino di Francia Carlo. Tornato a Verona, nel 1360 fu a Treviso come notaio del capitano Luca Leoni.
Nel 1362 sposò a Venezia una certa Cecilia che gli diede almeno un figlio, Franceschino. Nello stesso anno, come era consuetudine nella classe dirigente veneziana, intraprese l'attività di mercante: partì per Cipro con due galee, ma probabilmente i risultati dell'impresa furono deludenti visto che il de Bernardo non compì altri tentativi. Nel 1363 risulta nuovamente a Venezia, poi a Treviso sino al 1365. Da allora viaggiò attraverso i territori della Serenissima, passando per Conegliano (365-1366), ancora per Treviso (1367-1369), Capodistria (1369-1371) e infine di nuovo a Treviso (1371), dove comunicò a Stefano Ciera di volersi stabilire ad Asolo. Nel 1375 era a Venezia, per tornare qualche mese dopo a Treviso.
Fu questo un periodo abbastanza deludente per il de Bernardo, alla ricerca di incarichi degni del suo prestigio (e sufficientemente remunerativi). Riuscì a dare una svolta alla sua vita errabonda nel 1380 quando giunse a Negroponte dove divenne notaio di Andrea Zeno, incarico che gli assicurò una buona stabilità economica.
Tra il 1381 e il 1392 era a Treviso come notaio della Curia minore assieme al figlio. Di tanto in tanto tornava a Venezia dove, nel 1388, redasse il suo testamento.
Di lui resta una trascrizione - inedita - della Prima Deca di Tito Livio e un amplissimo epistolario intrattenuto con varie personalità culturali dell'epoca (Francesco Petrarca, Bonifacio da Carpi, Benintendi Ravegnani, Gabriele Dondi, Giacomino da Mantova, Stefano Ciera, Bernardo di Casalorzio, Filippo Cavallo, Giovanni Conversini, Michele Alberti, Giovanni Girolamo Nadal, Pietro Nadal, Giacomino Robazzi).